# Einar Fróvin Waag
Einar Fróvin Waag (Klaksvík, 1894. június 29. – Klaksvík, 1989. június 6.) feröeri sörfőző, vállalkozó, politikus.

## Pályafutása
Apjától vette át a családi tulajdonú Föroya Bjór sörfőzde vezetését; jelenleg a vállalkozás tulajdonosa és vezetője fia, Einar Waag.
1943-1947 között Klaksvík község tanácsának tagja volt. 1950 és 1954 között a Javnaðarflokkurin színeiben képviselő volt a Løgtingben. Peter Mohr Dam halála (1968) után az új pártelnök, Jákup Frederik Øregaard 1969-es megválasztásáig vezette is a pártot.

## Családja
Szülei Karin Helena Katrina sz. Hansen Tórshavnból és Símun Fredrik Hansen Klaksvíkból. Első felesége Elisabeth sz. Olsen Vestmannából, második felesége Anna Malena sz. Joensen Sørvágurból. Fiai Einar Waag, a Föroya Bjór jelenlegi vezetője és Heini Waag.

## Fordítás
- Ez a szócikk részben vagy egészben az Einar Fróvin Waag című német Wikipédia-szócikk ezen változatának fordításán alapul.  Az eredeti cikk szerkesztőit annak laptörténete sorolja fel. Ez a jelzés csupán a megfogalmazás eredetét és a szerzői jogokat jelzi, nem szolgál a cikkben szereplő információk forrásmegjelöléseként.
- Ez a szócikk részben vagy egészben az Einar Waag című norvég Wikipédia-szócikk ezen változatának fordításán alapul.  Az eredeti cikk szerkesztőit annak laptörténete sorolja fel. Ez a jelzés csupán a megfogalmazás eredetét és a szerzői jogokat jelzi, nem szolgál a cikkben szereplő információk forrásmegjelöléseként.

## Külső hivatkozások
- Profilja, Løgtingið 150 - Hátíðarrit, p. 357 (feröeri)